# Jerry Yang (giocatore di poker)
Xao Yang, detto Jerry (1967), è un giocatore di poker laotiano naturalizzato statunitense, campione del mondo nel 2007.
Yang cominciò a giocare nel 2005. Entrò, ancora amatoriale, al Main Event delle World Series of Poker 2005 grazie a un satellite da 225$. Precedentemente aveva ottenuto quattro piazzamenti in eventi locali in California.
Al tavolo finale, Yang partiva all'ottavo posto per poi risalire la classifica senza più mollare il primo posto. Il laotiano eliminò uno ad uno i suoi rivali, totalizzando sette eliminazioni su otto. Il testa a testa contro Tuan Lam fu vinto da Yang con la mano di partenza 8♣ 8♦ contro A♦ Q♦ del rivale: sul board 5♠ Q♣ 9♣ 7♦ 6♥ Yang legò una scala al river, dopo che Lam aveva legato la coppia di regine al flop. Dopo dodici ore di tavolo finale, Yang vinse il braccialetto e 8.250.000$.
Il 10% del ricavato venne versato dal vincitore a tre fondazioni caritatevoli ("Make-A-Wish Foundation", "Feed the Children" e "Ronald McDonald House") oltre che alla Loma Linda University.

## Vita personale
Yang, nato nel Laos, appartiene alla etnia Hmong. Quando negli anni settanta i comunisti presero violentemente il potere, lui e la sua famiglia dovettero riparare in Thailandia, dove vissero per quattro anni in un campo di rifugiati, nel quale perse il fratello. Emigrò nel 1979 negli Stati Uniti d'America.
Vive in California, ed è in possesso di una laurea in psicologia ottenuta presso la Loma Linda University. Ha lavorato come terapista e assistente sociale: lasciò questi impegni dopo aver vinto le WSOP. Sposato, ha 6 figli.